# Antonino Zichichi
Antonino Zichichi [antoˈniːno dziˈkiːki] (Trápani, 15 de outubro de 1929) é um físico italiano.

## Publicações
- Zichichi, A., Perché io credo in Colui che ha fatto il mondo, Il Saggiatore
- Zichichi, A., L'irresistibile fascino del Tempo, Mondadori
- Zichichi, A., L'infinito, Il Saggiatore
- Zichichi, A., Galilei divin uomo, Il Saggiatore
- Zichichi, A., Il Vero e il Falso, Il Saggiatore
- Odifreddi, P., Zichicche, Dedalo, 2003 ISBN 88-220-6260-4